# Hyun Suk
Choi Hyun Suk (en hangul: 최현석; nacido el 21 de abril de 1999) es un rapero, cantante y bailarín. Hizo su debut como miembro de la banda surcoreana TREASURE, formada por YG Entertainment en Corea del Sur. La banda debutó el 7 de agosto de 2020, con el sencillo titulado THE FIRST STEP: CHAPTER ONE. Aunque antes de su debut en TREASURE, colaboró con la cantante Lee Hi, con la canción «1, 2».

## Vida y carrera

### 1999 – 2016: Primeros años
Choi Hyun Suk nació el 21 de abril de 1999 en Corea del Sur. Él es el mayor de su familia y tiene una hermana menor. Hyun Suk, de 8 años ( edad coreana ), descubrió por primera vez el rap y el hip hop en primer grado a través del documental de BIGBANG The Beginning (2006), y más tarde a través del trabajo de Tupac y Eminem, asistiendo también al concierto de este último en Corea del Sur.
Como resultado, centró su atención únicamente en el sello más conocido por el estilo hip hop, YG. Se familiarizó formalmente con el hip hop y comenzó a bailar a los 11-12 y 13-14 años (edades coreanas), respectivamente, y pronto aspiró a convertirse en artista; o alternativamente convertirse en futbolista, derivado de su interés en el deporte como resultado de su postura como un ávido fanático del Real Madrid CF. 
Precediendo su interés por el hip hop, Hyun Suk también se unió a un coro en quinto grado, siguiendo una tradición familiar situada en la escuela primaria, como sopranista y ganó el primer lugar como representante de su escuela en los concursos.
En su adolescencia, se inscribió en una academia para recibir lecciones y asistió a una audición privada realizada por YG a través de la instalación; como resultado, Hyun Suk fue reclutado con éxito en su programa de entrenamiento en 2015.

### 2017-presente: Inicios de carrera y debut con TREASURE

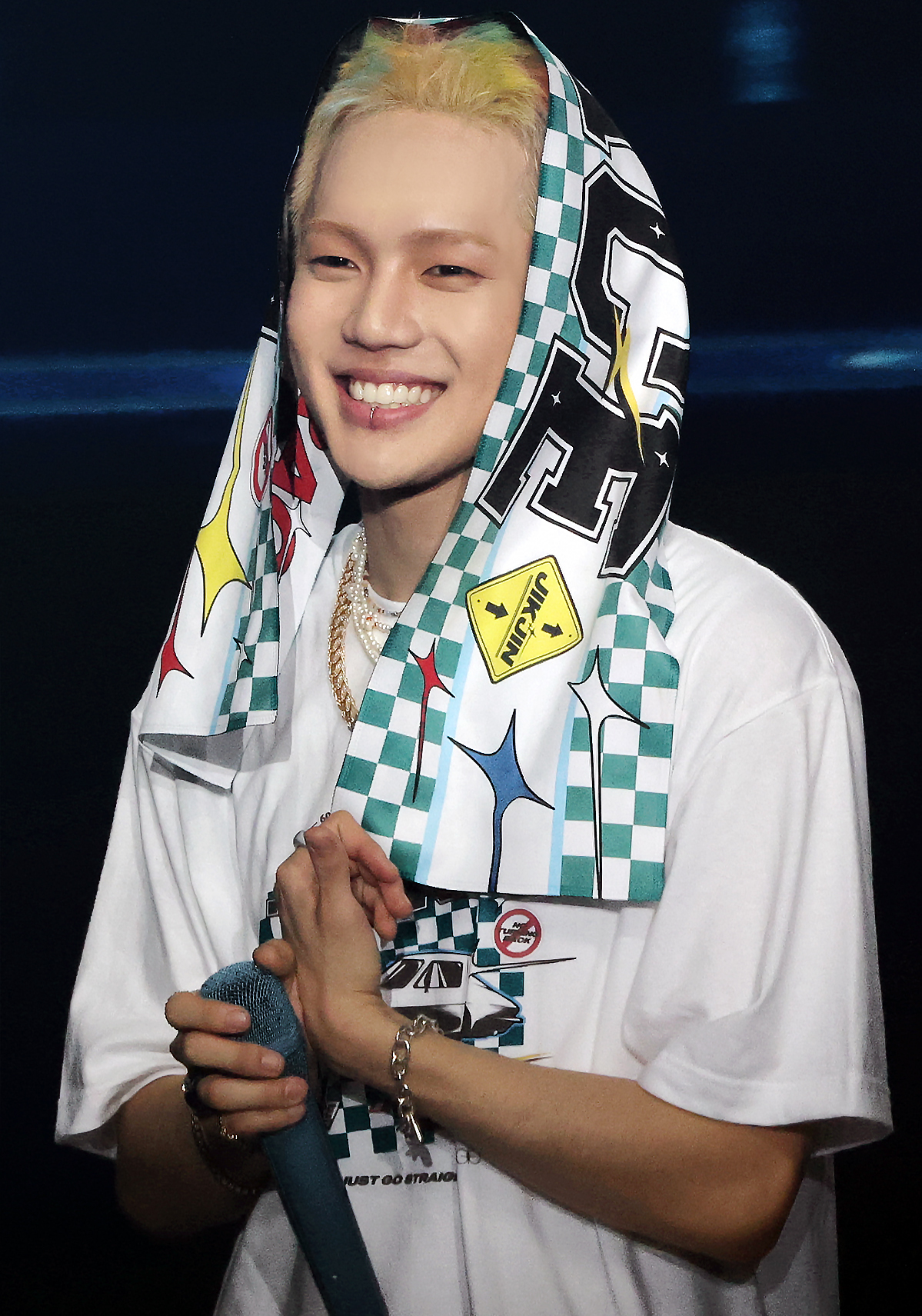
Choi actuando en el concierto de Trace en abril de 2022

Hyun Suk apareció por primera vez en televisión a través de Mix Nine (2017-2018) con su compañero de banda, JUNKYU, y Lee Byoung-gon de CIX.
Participó como concursante representando a YG en medio de su entrenamiento y terminó el programa en quinto lugar, ganándose un lugar en la alineación final. Sin embargo, las agencias de los concursantes ganadores no pudieron llegar a un acuerdo sobre la duración de la banda del proyecto, lo que llevó a la suspensión de su debut.
Hyun Suk también se incorporó al tercer episodio de YG Future Strategy Office (2018), actuando como él mismo ese mismo año mientras filmaba junto a otros aprendices de la agencia.
Hyun Suk, de 20 años (edad coreana), compitió en YG Treasure Box (2018-2019), un programa de realidad de supervivencia compuesto por veintinueve aprendices, como uno de los siete del primer equipo.
La transmisión documentó la formación de la próxima banda de chicos de YG Entertainment, TREASURE. Se convirtió en el séptimo y último miembro en unirse al septeto, sin embargo, con el anuncio de una segunda formación y la consiguiente fusión, el septeto inicial se uniría al segundo grupo y convirtiéndose en el eventual conjunto de 12 piezas.
Hyun Suk fue notificado por sus padres de su incorporación a la banda posteriormente a su revelación en los artículos periodísticos.
En medio de su preparación para su debut, Hyun Suk participó en la canción, «1, 2 (한두번; handubeon)» de su (entonces) compañera de sello, Lee Hi, en su EP llamado 24°C, canción en la que participó como letrista.
También desempeñó el papel de  "líder no oficial" junto a JIHOON, en sus respectivos equipos cuando se dividieron en dos para entrenar debido a la cantidad de miembros. Su período de formación llegó a su fin después de cinco años, seguido de su debut en TREASURE el 7 de agosto de 2020, con el sencillo llamado THE FIRST STEP: CHAPTER ONE. Luego, la banda adoptó el liderazgo de dos líderes con Hyun Suk y JIHOON después de presenciar aspectos positivos del sistema que alguna vez fue temporal.

## Otras menciones

### Modelo
En enero de 2018, Choi modeló para la marca japonesa de ropa y accesorios deportivos, Descente, para su nueva gama de ropa masculina del semestre.

### Filantropía
Hyun Suk participó en el Bazar del Amor de News 1 (2022) tras una invitación de la agencia de noticias surcoreana, News 1. Sus ganancias se destinaron al tratamiento y cuidado de niños con enfermedades graves, raras e intratables, y a niños de familias de bajos ingresos a través de artículos de varias celebridades.

## Discografía

#### Como artista invitado
| Año  | Canción                    | Álbum | Escritor   | Escritor | Compositor   | Compositor |
| Año  | Canción                    | Álbum | Acreditado | Junto a  | Acreditado a | Junto a    |
| ---- | -------------------------- | ----- | ---------- | -------- | ------------ | ---------- |
| 2019 | «1, 2» (en hangul, 한두번) | 24°C  | Yes        | B.I      | No           |            |

### Créditos de composición de canciones
Todos los créditos de las canciones están adaptados a la base de datos de la Asociación de Derechos de Autor de Música de Corea, a menos que se indique lo contrario.

#### Trabajando con TREASURE
| Año  | Canción                                        | Álbum                           | Escritor   | Escritor                                                                                            | Compositor | Compositor                                                    |
| Año  | Canción                                        | Álbum                           | Acreditado | Junto a                                                                                             | Acreditado | Junto a                                                       |
| ---- | ---------------------------------------------- | ------------------------------- | ---------- | --------------------------------------------------------------------------------------------------- | ---------- | ------------------------------------------------------------- |
| 2020 | «BOY»                                          | THE FIRST STEP: TREASURE EFFECT | Yes        | R.Tee, Se.A, Lil G, Choice37                                                                        | Yes        | Se.A, Choice37, Haruto                                        |
| 2020 | «COME TO ME» (en hangul, 들어와)               | THE FIRST STEP: TREASURE EFFECT | Yes        | Rovin, Kim Kyung, Bigtone                                                                           | No         |                                                               |
| 2020 | «I LOVE YOU» (en hangul, 사랑해)               | THE FIRST STEP: TREASURE EFFECT | Yes        | R.Tee, Yoshi, Haruto                                                                                | No         |                                                               |
| 2020 | «B.LT (BLING LIKE THIS)»                       | THE FIRST STEP: TREASURE EFFECT | Yes        | Kim Dong Joon, Trnc 95, Yoshi, Haruto                                                               | No         |                                                               |
| 2020 | «MMM» (en hangul, 음)                          | THE FIRST STEP: TREASURE EFFECT | Yes        | Godok                                                                                               | No         |                                                               |
| 2020 | «ORANGE» (en hangul, 오렌지)                   | THE FIRST STEP: TREASURE EFFECT | Yes        | Asahi, Haruto                                                                                       | No         |                                                               |
| 2021 | «MY TREASURE»                                  | THE FIRST STEP: TREASURE EFFECT | Yes        | Bigtone, Min Yeon-jae, Haruto, Yoshi                                                                | No         |                                                               |
| 2021 | «BE WITH ME» (en hangul, 나랑 있자)            | THE FIRST STEP: TREASURE EFFECT | Yes        | Rovin, Kim Kyung, Haruto, Yoshi                                                                     | No         |                                                               |
| 2021 | «SLOWMOTION»                                   | THE FIRST STEP: TREASURE EFFECT | Yes        | Lee Chan-hyuk, Haruto                                                                               | No         |                                                               |
| 2022 | «BFF (Best Friend Forever)»                    | THE SECOND STEP: CHAPTER ONE    | Yes        | MGNTK, Kang Kyu-Yong                                                                                | Yes        | MGNTK, Q                                                      |
| 2022 | «JIKJIN» (en hangul, 직진)                     | THE SECOND STEP: CHAPTER ONE    | Yes        | Sonny, Lil G, Choice37, LP, Hae, Yoshi, Haruto, Se.A                                                | Yes        | Sonny, LIL G, Choice37, LP, HAE, Yoshi, Haruto                |
| 2022 | «U»                                            | THE SECOND STEP: CHAPTER ONE    | Yes        | Sonny, Lil G, Choice37, LP, Hae, Yoshi, Haruto, Se.A                                                | Yes        | Nu.D, Sonny, LP, LIL G,                                       |
| 2022 | «DARARI» (en hangul, 다라리)                   | THE SECOND STEP: CHAPTER ONE    | Yes        | Nu.D, Sonny, LP, Lil G, Choice37, Hae, Haruto, Yoshi                                                | Yes        | Choice37, Hae, jaguaa, YEDAM, Yoshi, Sonny, LP, LIL G, Haruto |
| 2022 | «IT'S OKAY» (en hangul, 괜찮아질 거야)         | THE SECOND STEP: CHAPTER ONE    | Yes        | Jaguaa, Bang Ye-dam, Choice37, Lil G, LP, Yoshi, Sonny, Hae, Se.A, Haruto                           | Yes        |                                                               |
| 2022 | «HELLO»                                        | THE SECOND STEP: CHAPTER TWO    | Yes        | Choice37, Sonny, Lil G, LP, Hae, Yoshi, Haruto                                                      | Yes        | Choice37, Sonny, LIL G, LP, HAE, Yoshi, Haruto                |
| 2022 | «VolKno (RAP Unit)»                            | THE SECOND STEP: CHAPTER TWO    | Yes        | Yoshi, Haruto                                                                                       | Yes        | Yoshi, Haruto                                                 |
| 2022 | «CLAP!»                                        | THE SECOND STEP: CHAPTER TWO    | Yes        | Asahi, Yoshi, Haruto                                                                                | No         |                                                               |
| 2022 | «HOLD IT IN»                                   | THE SECOND STEP: CHAPTER TWO    | Yes        | | Yes        | Rovin, DEE.P                                                  |
| 2023 | «BONA BONA»                                    | REBOOT                          | Yes        | Lee Chan-hyuk, Yoshi, Haruto, Where The Noise, Junkyu, Dan Whittemore, Jared Lee                    | No         |                                                               |
| 2023 | «I WANT YOUR LOVE»                             | REBOOT                          | Yes        | Haruto, Junkyu, Ludwig Lindell, Jarred Lee                                                          | No         |                                                               |
| 2023 | «RUN»                                          | REBOOT                          | Yes        | LP, Sonny, Hae, Lil G, Yoshi, Haruto, Choice 37                                                     | Yes        | Choice37, LP, HAE, Sonny, LIL G, Yoshi, Haruto                |
| 2023 | «G.O.A.T (RAP Unit» (featuring Lee Young Hyun) | REBOOT                          | Yes        | Yoshi, Haruto                                                                                       | Yes        | DEE.P, Yoshi, Haruto                                          |
| 2023 | «STUPID» (en hangul, 멍청이)                   | REBOOT                          | Yes        | Yoshi, Haruto                                                                                       | No         |                                                               |
| 2023 | «WONDERLAND»                                   | REBOOT                          | Yes        | Lee Chanhyuk, Yoshi, Haruto, Junkyu                                                                 | No         |                                                               |
| 2023 | «LOVESICK» (en hangul, 병)                     | REBOOT                          | Yes        | Yoshi, Haruto, Asahi                                                                                | No         |                                                               |
| 2024 | «KING KONG»                                    | Digital Single                  | Yes        | Ludwig Lindell, Daniel Caesar, Sandra Wilkströrm, Jared Lee, AiRPLAY, Sonny, Yoshi, CHOICE37, LIL G | No         |                                                               |
| 2024 | «LAST NIGHT»                                   | Digital Single                  | Yes        | ASAHI, HARUTO, YOSHI, YG                                                                            | No         |                                                               |

#### Trabajando con otros artistas
| Año  | Artista     | Canción                    | Álbum       | Escritor   | Escritor                                                   | Compositor |
| Año  | Artista     | Canción                    | Álbum       | Acreditado | Junto a                                                    | Acreditado |
| ---- | ----------- | -------------------------- | ----------- | ---------- | ---------------------------------------------------------- | ---------- |
| 2019 | Lee Hi      | «1, 2» (en hangul, 한두번) | 24 °C       | Yes        | B.I                                                        | No         |
| 2023 | BABYMONSTER | «BATTER UP»                | BABYMONS7ER | Yes        | ASA, Lee Chanhyuk, YG, Jared Lee, Where The Noise, Bigtone | No         |
| 2024 | BABYMONSTER | «SHEESH»                   | BABYMONS7ER | Yes        | Choice37, Sonny, LIL G, LP, Sandra Wikström                | Yes        |

## Filmografía

### Serie de televisión
| Año  | Nombre                    | Rol      | Notas                |
| ---- | ------------------------- | -------- | -------------------- |
| 2018 | YG Future Strategy Office | Sí mismo | Cameo; sin acreditar |

### Serie web
| Año  | Título              | Título   | Role          | Notas             | Ref.   |
| Año  | Inglés              | Coreano  | Role          | Notas             | Ref.   |
| ---- | ------------------- | -------- | ------------- | ----------------- | ------ |
| 2021 | La Clase Misteriosa | 남고괴담 | Choi Hyun Suk | Reparto principal | [ 24 ] |

### Programas de televisión
| Año       | Título                  | Título          | Role                | Notas                        | Ref.   |
| Año       | Español                 | Coreano         | Role                | Notas                        | Ref.   |
| --------- | ----------------------- | --------------- | ------------------- | ---------------------------- | ------ |
| 2017–2018 | Mix Nine                | 믹스나인        | Concursante         | Terminó en quinto lugar      | [ 12 ] |
| 2018–2019 | YG TREASURE BOX         | YG TREASURE BOX | Concursante         | Alineación final de TREASURE | [ 15 ] |
| 2022      | Los ídolos Ramyeonators | 라끼돌          | Miembro del reparto | Con JIHOON                   | [ 25 ] |